# Diocesi di Ancira Ferrea
La diocesi di Ancira Ferrea (in latino Dioecesis Ancyrana Ferrea) è una sede soppressa del patriarcato di Costantinopoli e una sede titolare della Chiesa cattolica.

## Storia
Ancira Ferrea, identificabile con le rovine nei pressi di Boğazkale (in precedenza Boğazköy e prima ancora Kiliseköy) nell'odierna Turchia, è un'antica sede episcopale della provincia romana della Frigia Pacaziana nella diocesi civile di Asia. Faceva parte del patriarcato di Costantinopoli ed era suffraganea dell'arcidiocesi di Gerapoli.
La diocesi è documentata per la prima volta nel 325; in tutte le liste episcopali del concilio di Nicea Ancira Ferrea è citata tra le sedi episcopali della provincia di Lidia, suffraganea dell'arcidiocesi di Sardi. Successivamente troviamo Ancira Ferrea tra le suffraganee di Laodicea, e infine, quando la Frigia Pacaziana fu divisa in due province, entrò a far parte della provincia ecclesiastica dell'arcidiocesi di Gerapoli. Nella Notitia Episcopatuum dello pseudo-Epifanio (metà del VII secolo), la sede appare ancora nella provincia di Laodicea, mentre negli atti del secondo concilio di Nicea (787), il vescovo Costantino firmò assieme ai vescovi suffraganei di Gerapoli. La diocesi è documentata nelle Notitiae Episcopatuum del patriarcato di Costantinopoli fino al XII secolo.
Di questa antica diocesi sono noti diversi vescovi. Florenzio prese parte al primo concilio di Nicea nel 325 e al conciliabolo ariano di Filippopoli del 343/344, costituito dai vescovi orientali che avevano abbandonato i loro colleghi occidentali riuniti nel concilio di Sardica. Filippo non sembra abbia partecipato al concilio di Calcedonia nel 451, dove fu rappresentato dal suo metropolita.  Il vescovo Cirico è documentato in due occasioni: nel terzo concilio di Costantinopoli (680) e nel concilio in Trullo (692). Costantino fu tra i padri conciliari del secondo concilio niceno nel 787. Infine Michele prese parte al concilio di Costantinopoli dell'879-880 che riabilitò il patriarca Fozio di Costantinopoli. Le scoperte sigillografiche hanno restituito il nome del vescovo Giovanni, vissuto nel X secolo, e di Teofilo, vissuto nel secolo successivo.
Dal 1933 Ancira Ferrea è annoverata tra le sedi vescovili titolari della Chiesa cattolica; il titolo finora non è mai stato assegnato.

## Cronotassi dei vescovi greci
- Florenzio † (prima del 325 - dopo il 343/344)
- Filippo † (menzionato nel 451)
- Cirico † (prima del 680 - dopo il 692)
- Costantino † (menzionato nel 787)
- Michele † (menzionato nell'879)
- Giovanni † (circa X secolo)
- Teofilo † (circa XI secolo)